# Palazzo Tartagni Marvelli
Palazzo Tartagni Marvelli ist ein Palast aus dem 18. Jahrhundert im historischen Zentrum von Forlì in der italienischen Region Emilia-Romagna. Er liegt am Corso Giuseppe Garibaldi 173.

## Beschreibung
Die klassizistische Fassade aus dem 18. Jahrhundert ist monumental und durch Verzierungen und architektonische Strukturen gekennzeichnet, die der Bologneser Schule zuzuschreiben sind. Das Gebäude ist unvollendet: Wie die originalen Planungsdokumente des Palastes zeigen, die im Archiv der Stadtbibliothek Forlì erhalten sind, unterscheidet sich die heutige Ausführung von der im Originalprojekt. Die ursprüngliche Planung konnte wegen des wirtschaftlichen Niedergangs der Markgrafen Tartagni Marvelli Anfang des 18. Jahrhunderts nicht vollständig umgesetzt werden.
An der Seite des Palastes steht ein Turm aus dem 14. Jahrhundert, der ebenfalls unvollendet ist oder gekürzt wurde.
1817 stiftete die Familie Tartagni Marvelli ihr Vermögen dem Jesuitenkolleg von Forlì, das den Palast in eine Erziehungsstätte für Jugendliche umwandelte.
Der Palast liegt in einem Stadtteil, in dem lange Zeit die Büros und Räumlichkeiten des Heeres untergebracht waren, und, bevor der Palazzo Tartagni Marvelli zum Sitz der Polizia di Stato wurde, war dort die Genietruppe untergebracht.
Heute ist er Sitz der Questura.